# Jagdgeschwader 102
102-га винищувальна ескадра (нім. Jagdgeschwader 102 (JG 102) — навчальна винищувальна ескадра Люфтваффе, що існувала у складі повітряних сил вермахту за часи Другої світової війни.

## Історія
102-га винищувальна ескадра заснована 25 лютого 1943 року на основі штабу 2-ї школи винищувальної авіації (нім. Stab/Jagdfliegerschule 2 (JFS2) у Цербсті.

## Командування

### Командири
штаб (Stab/JG 102)
- оберстлейтенант Юрген Рот (нім. Jüurgen Roth) (25 лютого 1943 — 31 липня 1944);
- майор Карл-Гайнц Шнелль (нім. Karl-Heinz Schnell) (1 серпня 1944 — 15 березня 1945).

1-ша група (I./JG 102)
- гауптман Лео Еггерс (нім. Leo Eggers) (25 лютого — 9 березня 1943);
- майор Ганс Кнаут (нім. Hans Knauth) (10 березня 1943 — 10 вересня 1944);
- гауптман Гельмут Гаук (нім. Helmut Haugk) (11 вересня 1944 — 15 березня 1945).

2-га група (II./JG 102)
- гауптман Брейгнер (нім. Breigner) (грудень 1944 — 15 березня 1945).

## Бойовий склад 102-ї винищувальної ескадри
- Штаб (Stab/JG 102)
- 1-ша група (I./JG 102)
- 2-га група (II./JG 102)

## Основні райони базуванняштабу102-ї винищувальної ескадри[1]
| Час                          | Місто           |
| ---------------------------- | --------------- |
| 25 лютого 1943 — липень 1944 | Цербст          |
| липень 1944—15 березня 1945  | Фленсбург-Вайхе |